# Scopula liotis
Scopula liotis är en fjärilsart som beskrevs av Edward Meyrick 1888. Scopula liotis ingår i släktet Scopula och familjen mätare. Inga underarter finns listade.